# Cerodrillia bahamensis
Cerodrillia bahamensis är en snäckart som beskrevs av Bartsch 1943. Cerodrillia bahamensis ingår i släktet Cerodrillia och familjen Drilliidae. Inga underarter finns listade i Catalogue of Life.